# Газліфтна експлуатація свердловин і застосовуване обладнання

Рис. 3. Схема замкненого газліфтного циклу:
1, 9 — пакери; 2, 6 — сепаратори; 3 — компресорна станція; 4, 7, 11 — регулятори; 5 — газоочищувач; 8 — газліфтні клапани; 10 — газорозподільні батареї; 11 — теплообмінник

Газліфтна експлуатація свердловин і застосовуване обладнання

Рис. 1. Схема дворядного підйомника. L–довжина підйомника; h'– глибина занурення підйомника під динамічний рівень

Рис. 2. Схема конструкції газліфтної свердловини з однорядним підйомником
1 — манометр; 2, 4 — запірний пристрій; 3 — фланець; 5 — трійник; 6 — дросель; 7 — перевідник трубної головки; 8 — відвід; 9 — хрестовина; 10 — свердловинна камера; 11 — газліфтний клапан; 12 — пакер; 13 — приймальний клапан;
14 — колона НКТ; 15 — експлуатаційна колона

## Технологія газліфту
При газліфтному способі експлуатації газ, що нагнітається з поверхні або надходить із пласта, вводиться в потік продукції свердловини. При цьому густина газорідинної суміші зменшується, тиск на вибої стає достатнім для забезпечення заданого відбору продукції й транспортування її до збірного пункту.
Застосовують компресорний і безкомпресорний способи газліфтної експлуатації. В першому випадку робочий агент стискається на компресорних станціях, у другому використовується газ родовища з природним тиском. Різновидом безкомпресорного способу є внутрішньосвердловинний газліфт, коли для підйому нафти використовують енергію газового пласта, розкритого цією ж свердловиною.
Розрізняють безперервний і періодичний режими експлуатації. При періодичній експлуатації після зупинення свердловини на час, необхідний для накопичення рідини у підіймальних трубах, здійснюється продавлювання її на поверхню.
Основні переваги газліфтного способу перед іншими механізованими способами такі: простота обладнання та обслуговування, тривалий міжремонтний період, високий коефіцієнт експлуатації, широкий діапазон дебітів по рідині (від десятків до 1800 м³/добу), можливість експлуатації похилих свердловин та свердловин, у продукції яких міститься велика кількість газу й піску. Недоліки способу — великі початкові капіталовкладення на будівництво компресорних станцій і системи газорозподілу, великі питомі витрати енергії та низький ККД установок при низьких вибійних тисках. Тому газліфтний спосіб найчастіше використовують на великих родовищах з високими пластовими тисками у свердловинах і значними коефіцієнтами продуктивності.
На практиці застосовують підйомники таких типів:
1) однорядні з кільцевою подачею робочого агента;
2) однорядні з подачею газу по НКТ, які використовують лише у високодебітних свердловинах, коли їх продукція не корозійно-активна і немає небезпеки відкладення в затрубному просторі солей або асфальтосмолистих речовин;
3) дворядні, які застосовують у свердловинах з негерметичною обсадною колоною або у піскопроявляючих.
При надходженні піску НКТ, по яких подається стиснений газ, подовжують хвостовиком меншого діаметра, який спускають до верхніх отворів перфорації (рис.). Хвостовик забезпечує максимальну швидкість руху суміші по всій довжині свердловини, що сприяє виносу піску і перешкоджає скупченню води на вибої.
Для видобутку нафти безперервним газліфтним способом при подачі газу з поверхні передбачено газліфтні установки типів Л (для вертикальних свердловин) та ЛН (для похилоспрямованих свердловин). Ці установки, що являють собою однорядні підйомники з кільцевою подачею газу й оснащені сильфонними клапанами типу Г, пакером і приймальним клапаном, забезпечують автоматичний пуск свердловин та стабільну їх експлуатацію в заданому режимі. Газліфтні клапани монтують і витягують за допомогою канатної техніки без підйому НКТ. Діаметр насосно-компресорних труб 60, 73 і 89 мм, що забезпечує відбори рідини відповідно до 120, 300 та 700 м³/добу.
Компресорні станції на промислах обладнані в основному поршневими газомотокомпресорами типів ГКМ і ГКН та високопродуктивними відцентровими компресорами. Для освоєння й пуску свердловин в експлуатацію і проведення деяких ремонтних робіт використовують пересувні компресорні установки з подачею 3,5…54 м³/хв при тиску нагнітання 1,0…40 МПа. Вони монтуються на всюдиходах, автопричепах, гусеничних візках або санях.
Як при компресорному, так і при безкомпресорному газліфті робочий агент слід попередньо підготувати: газ очищується від важких вуглеводневих фракцій і конденсату, води, що сприяє утворенню гідратів, механічних домішок, сірководню та інших компонентів, що викликають корозію обладнання.
Для боротьби з гідратоутворенням використовують найбільш простий спосіб — підігрів газу до 95 °C за допомогою пересувних підігрівачів продуктивністю до 150 000 м3/добу, які встановлюють біля свердловин, уздовж газопроводу або перед газорозподільним пунктом (ГРП).
Від компресорної станції або комплексу підготовки газ прямує на газорозподільний пункт (ГРП). ГРП оснащують однією або декількома блоковими газорозподільними батареями типу ГРБ-14, розрахованими на підключення до 14 свердловин. Витрати газу регулюють уручну за допомогою голчастих вентилів або автоматично — за допомогою клапанів з мембранним виконавчим механізмом. Для централізованої подачі інгібіторів або поверхнево-активних речовин, які запобігають утворенню стійких емульсій і сприяють створенню більш ефективних структур течії суміші в НКТ, що сприяє зменшенню питомих витрат газу, встановлюють дозувальні насоси.
Найбільш раціональною технологічною схемою експлуатації свердловин є замкнений газліфтний цикл (рисунок 3), при якому газ, який нагнітається в газліфтні свердловини, багаторазово використовується для підйому рідини зі свердловин.
Газліфтний спосіб експлуатації свердловин поділяється на безупинний і періодичний. При безупинному — газ постійно нагнітається в свердловину і рідина безупинно піднімається з вибою на поверхню. При періодичному газліфті газ нагнітається в свердловину з перервами для можливості в період зупинення свердловини необхідного нагромадження стовпа рідини в піднімальних трубах.

## Обладнання газліфтних свердловин
На поверхні газліфтна свердловина обладнується гирловою арматурою, яка принципово не відрізняється від арматури фонтанної свердловини і має аналогічне призначення (рис. 2). У ряді випадків використовують спрощену і легшу гирлову арматуру, що дозволяє здійснювати пряме і зворотне закачування газу. Так як в лінії газопостачання спостерігаються коливання тиску газу, а подача газу у свердловину повинна здійснюватися при постійному робочому тиску, на гирлі свердловини встановлюють регулюючу апаратуру. Ця апаратура представлена, як правило, клапаном-регулятором тиску з мембранним виконавчим механізмом, що регулює і підтримує постійний тиск після себе. Якщо використовується централізована система газопостачання, то вся регулююча та запірна арматура, а також газові витратоміри встановлюються на спеціальних газорозподільчих пунктах (ГРП). При централізованій системі газопостачання значно підвищується її надійність.
Найважливішим елементом обладнання газліфтних свердловин є газліфтні клапани, що розміщуються на колоні насосно-компресорних труб у спеціальних ексцентричних камерах (мандрелях). Для встановлення та підйому газліфтних клапанів з мандрелей застосовується спеціальна канатна техніка, що складається з гирлового лубрикатора, гідравлічної лебідки з барабаном для сталевого дроту діаметром від 1,8 до 2,4 мм, а також посадкового (знімного) інструменту (екстрактора).
Крім зазначеного обладнання в газліфтних свердловинах застосовуються гирловий лубрикатор газліфтної свердловини, мандрелі (ексцентричні камери призначені для розміщення в них газліфтних клапанів).

### Газліфтні підйомники

Рис. 4. Схема роботи газліфтного підйомника:
1 — обсадна колона; 2 — насосно-компресорні труби; 3 — статичний рівень; 4 — газорідинна суміш

Розглянемо принцип роботи газліфтного підйомника (рисунок 4.). У свердловину спускають насосно-компресорні труби (рисунок 4, а). У затрубний простір за допомогою компресорів нагнітають стиснутий газ, у результаті чого рівень рідини в ньому буде знижуватися, а в НКТ підвищуватися (рисунок 4, б).
При зниженні рівня рідини в затрубному просторі до нижнього кінця насосно-компресорних труб стиснутий газ надходить у труби і перемішується з рідиною. Щільність такої газорідинної суміші буде меншою від щільності рідини, що надходить із продуктивного пласта. У результаті рівень рідини в піднімальних трубах буде підвищуватися. При подальшій подачі стиснутого газу в свердловину газорідинна суміш буде підніматися на поверхню, а із продуктивного пласта надходити нова рідина (рисунок 4, в).

Рис. 5. Принципові схеми газліфтних свердловин — а — однорядний підйомник; б — дворядний підйомник; в — півторарядний підйомник; г — однорядний підйомник з перепускним клапаном та пакером; д — дворядний підйомник з камерою накопичення; е — дворядний підйомник з камерою накопичення та додатковим зворотним клапаном на підйомнику; ж — однорядний підйомник з камерою накопичення, перепускним клапаном та пакером; 1 — обсадна колона; 2 — підйомник; 3 — повітряні труби; 4 — хвостовик; 5  перепускний клапан; 6 — пакер; 7 — зворотний клапан (відсікач свердловини); 8 — камера накопичення; 9 — зворотний клапан на підйомнику.

## Газопостачання і газорозподіл при газліфтній експлуатації
Основним джерелом газу при газліфтній експлуатації є газ газових родовищ, а також газ, що видобувається попутно. У процесі підйому нафти газ, що виконує роль робочого агента, насичується важкими газоподібними вуглеводнями, а також містить певну кількість рідкої фази (т. зв. відпрацьований газ). У замкнутому технологічному циклі відпрацьований газ має бути відповідним чином підготовлений перед подачею на компримування. Підготовка цього газу, в основному, полягає в підігріванні та видаленні рідкої фази. Природний газ газових родовищ перед подачею в свердловини проходить спеціальну обробку — видалення з нього конденсату і вологи; в іншому випадку в системі газопостачання та газорозподілу утворюються кристалогідрати, що порушують нормальну роботу системи. Для відділення конденсату та осушення газу використовуються різні системи: газопереробні заводи з установками низькотемпературної сепарації газу; абсорбційні установки для виділення із газу бензинових фракцій; установки з осушування газу від вологи з використанням твердих адсорбентів; установки з очищення газу від сірководню, механічних домішок тощо. Обов'язковим елементом підготовки газу є його підігрівання у безполум'яних газових печах.
Основні операції з підготовки природного газу:
1. На гирлі газових свердловин введення в газ інгібіторів гідратоутворення (хлористий кальцій, метанол, гліколі).
2. Охолодження газу з частковим зниженням тиску з метою відокремлення рідини (низькотемпературна сепарація газу).
3. Дроселювання газу для зниження тиску до раціональної величини.
4. Підігрівання газу у газових печах.
5. Пропускання газу через апарати високого тиску (фільтри-пиловловлювачі) для відділення механічних домішок. Ця операція є надзвичайно відповідальною, інакше можлива ерозія газліфтних клапанів, регулюючої та контрольно-вимірювальної апаратури.
У системі газорозподілу газ охолоджується, і відбувається випадання конденсату, який надходить у спеціальні конденсатосбірники, що періодично очищуються. Підігрів газу є ефективним засобом запобігання ускладненням в системі газорозподілу, зумовлених гідратоутворенням. Для підігріву газу використовуються різні печі — як стаціонарні, так і пересувні (пересувні підігрівачі газу ППГ). Підігрівачі газу встановлюються біля газових свердловин, часто — вздовж газопроводу, а також перед газорозподільним пунктом (ГРП).
Газорозподільний пункт є одним з основних елементів системи газорозподілу і в ньому зосереджено управління і контроль за роботою групи газліфтних свердловин. До ГРП підводять дві газові лінії: лінія пускового (високого) та лінія робочого тиску. Регулювання робочих параметрів кожної газліфтної свердловини (тиску та витрати) здійснюється на ГРП, в якому для цього встановлюються одна або кілька газорозподільних батарей блочного виконання. Кожна газорозподільна батарея (ГРБ) розрахована на підключення певної кількості свердловин, наприклад ГРБ-14 (батарея розрахована на підключення 14 газліфтних свердловин). Газорозподільна батарея має регулюючу та вимірювальну апаратуру для кожної підключеної свердловини, яка дозволяє встановлювати та підтримувати оптимальний режим роботи кожної свердловини.
На ГРП при необхідності в газ, що закачується, можна вводити інгібітори, наприклад, інгібітори корозії, парафіноутворення тощо, різні ПАР та інші реагенти, що покращують процес експлуатації газліфтних свердловин і запобігають можливим ускладненням. При цьому на ГРП встановлюють спеціальні дозувальні насоси, що здійснюють дозовану подачу необхідних інгібіторів або реагентів в газову лінію кожної газліфтної свердловини.
Таким чином, газліфтна експлуатація свердловин вимагає розгалудженої інфраструктури газопостачання та газорозподілу, що позначається на собівартості видобутку нафти цим способом.

## Експлуатація свердловин газліфтним способом
Пуск свердловини в експлуатацію компресорним способом полягає у витисненні рідини газом із кільцевого простору і підведенні середовища, що нагнітається, до нижнього кінця піднімальних труб. Тиск на лінії нагнітання компресора досягне найбільшого рівня, коли рідина в кільцевому просторі знижується до кінця піднімальних труб. Цей максимальний тиск називається пусковим чи продавлювальним. При експлуатації в свердловині на визначеній висоті встановлюється рівень, називаний динамічним. Його положення залежить від кількості рідини, що відбирається зі свердловини.
Тиск газу, що нагнітається, при нормальній роботі підйомника називається робочим. Він завжди нижче від пускового.
При високому пусковому тискові необхідно встановлювати компресори підвищеної потужності і трубопроводи високого тиску. Для регулювання витрати газу по свердловинах, вимірювання його кількості, сигналізації аварійного відхилення параметрів газу застосовують автоматизовані газорозподільні батареї — БГРА, що складаються з технологічного й апаратурного блоків для стабілізації заданих витрат газу по свердловинах. Витрата у свердловинних лініях змінюється груповим електронним регулятором, установленим в апаратурному блоці.
Технологічний блок складається з утепленого щитового приміщення, де розміщена система технологічних трубопроводів із запірною арматурою, що регулюються вентилями, вимірювальними приладами.
Трубне розведення складається із загального колектора, свердловинних ліній, системи продавлення і пристрою для введення реагентів. Температурний режим у блоці створюється за допомогою системи автоматичної підтримки температури й електричних нагрівачів. Для природного провітрювання передбачені дефлектори на даху і ґрати в дверях. Для підтримки в технологічному приміщенні вибухобезпечної концентрації газу під час перебування там обслуговчого персоналу блок обладнаний витяжним вентилятором. У середині технологічного блока встановлений датчик сигналізатора вибухонебезпечної концентрації газу.

### Пуск газліфтної свердловини

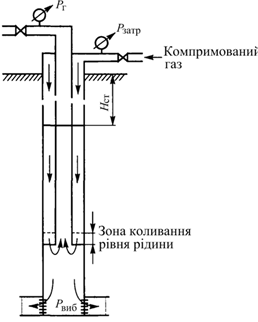
Рис. 6. Процес пуску газліфтної свердловини

Розглянемо процес пуску газліфтної свердловини на прикладі однорядного підйомника (рис. 6) при прямому закачуванні газу. При подачі компримованого газу в затрубний простір газ відтісняє статичний рівень вниз; при цьому підвищується вибійний тиск. Частина рідини із затрубного простору надходить у підйомник, інша частина — може поглинатися пластом. У міру зростання тиску газу об'єм рідини, що поглинається пластом зростає (за рахунок збільшення репресії). В момент досягнення рівнем рідини підошви тиск газу стає максимальним, і газ починає прориватися через підошву, насичуючи рідину в підйомнику. Густина газорідинної суміші, що утворюється, знижується, і за певної витрати газу суміш досягає гирла та починає виливатися. Після прориву газу в підошву тиск газу знижується, що призводить до зниження вибійного тиску та надходження рідини з пласта в свердловину. Рідина надходить у підйомник і затрубний простір, перекриваючи підошву і надходження газу в підйомник. Рівень рідини у затрубному просторі протягом певного часу підвищується. Починаючи з моменту перекриття підошви підйомника рідиною тиск газу в затрубному просторі збільшується. Через певний час тиск газу стає достатнім для відтиснення рівня рідини до підошви, після чого газ проривається у підйомник, і цикл повторюється. Таким чином, при стаціонарній роботі системи біля підошви підйомника періодично відбувається описаний процес, що призводить до деякої зміни тиску закачування газу.

Рис. 7. Залежність зміни тиску під час пуску і роботи газліфтної свердловини.

Залежність зміни тиску в часі у процесі пуску та нормальної роботи газліфтної свердловини показана на рисунку 7.
Максимальний тиск закачуваного газу, що відповідає відтисненню рівня рідини до підошви підйомника, називається пусковим тиском Рпуск. Середній за величиною тиск, що встановлюється за нормальної роботи газліфтної свердловини, називається робочим тиском Рроб.